# Joan Vidal i Ventosa
Joan Vidal i Ventosa   (Barcelona, 1880 - Barcelona, 1966) fou un artista català, especialitzat en la pintura, el gravat i la fotografia.

## Biografia
Es va formar a La Llotja, on va entrar en contacte amb el cercle d'Els Quatre Gats i els articles del taller El Guayaba. Va participar en diverses exposicions de l'època, entre les quals destaquen l'Exposició de Belles Arts de Barcelona del 1898 i la del 1907. El Museu Nacional d'Art de Catalunya conserva la seva obra Vallcarca en nit de lluna, d'inspiració noucentista. A títol professional, treballà dins del Servei de Museus com a fotògraf documental.
Amic de Picasso, aquest li va dedicar una obra, el Retrat de Joan Vidal Ventosa, que curiosament guarda al seu revers una versió preparatòria de l'obra Ciència i caritat, conservada al Museu Picasso de Barcelona.